# 16α-氰基孕酮
16α-氰基孕酮（缩写为PCN）是一种含氮有机化合物，分子式C22H31NO2，是一种人工合成的甾体类抗糖皮质激素，也是孕甾烷X受体的激动剂。